# 주특기번호
주특기번호는 군사특기에 따라 대한민국 국군에서 장교, 준사관(준위), 부사관, 병 모두에게 부여하는 번호를 말한다. 4가지 신분에 따라 해당되는 번호와 특기가 각기 다르다.
한편 군무원은 공무원 중 민간인으로서 군사특기만 있을 뿐 주특기번호는 없다.
국군의 현대화 계획인 국방개혁 2020과 국방개혁 307계획에 따라 매년 계속하여 개정한다.
- 병의 경우, 일부 주특기는 기초군사교육(육군은 전방 1군과 3군은 8주, 후방 2작사는 8주, 해군 4주, 해병대와 공군은 7주) 이후 후반기교육(병과교육)으로서 따로 교육받는다.

- 국가기술자격법 시행규칙 '[별표 14] 기능사 검정의 필기시험을 면제받을 수 있는 군기술교육기관의 기술훈련과정(제18조제2호 관련)'에 따라 기능사 필기시험을 면제받을 수 있는 군사특기별 후반기교육이 있다.[1]
- 그 외 군 복무기간에 따라 자격증이나 면허증에 대한 복무분야 별 경력인정도 가능하다.

- 한국산업인력공단에서는[2][3] 육, 해, 공군인 현역과 상근예비역, 그리고 과거 육군훈련소에서 기초군사교육 수료 후 차출하였던 전투경찰(2011년 12월 26일을 끝으로 2013년 9월 25일 자연 감소 폐지)의 경우(현역 전환복무이나 본인 지원에 따르지 않음), 경력인정 시점 기준은 기초군사교육 이후 실제 복무분야에 상응하는 군사특기(주특기번호)를 부여받은 때부터(후반기교육이 있다면 그 직전부터)이다. 즉, 이들은 기초군사교육 기간은 근무 경력으로 인정받지 못한다.
- 마찬가지로, 산업기능요원 및 승선근무예비역(둘 다 2015년 이후 신규 선발 중단)과 전문연구요원(2022년 이전 폐지)도 현역과 보충역 자원을 불문하고, 기초군사교육 기간은 근무 경력으로 인정받지 못한다.
- 그러나 사회복무요원은 한국산업인력공단의 경우, 복무 분야 (사회복지, 보건의료, 교육문화, 환경안전, 행정)에 따라 사회복무요원으로서의 보충역 소집 시작일인 기초군사교육 훈련소 입소일 당일부터 근무기간을 경력으로 인정받아, 산업기사나 기사, 기술사 등의 취득이 가능하다. 기초군사교육도 근무지에서 '위탁교육'으로 보낸 것이기 때문이다. 다른 보충역인 예술체육요원 그리고 공중보건의사, 징병검사전담의사, 공중방역수의사, 공익법무관도 마찬가지이다.

- 현재, 대한민국 국군의 보병 병과라도 기계화부대(기계화보병사단, 기갑여단 등)에 속한 장교와 부사관은 육군보병학교나 육군부사관학교가 아닌 육군기계화학교에서 병과 교육을 받으며, K-21가 나온 현재는 이들 기계화보병 특기를 기갑 병과로 통합하려는 계획이 추진중이다.

- 대한민국 국군의 경우 여군은 잠수함 병과에는 진출할 수 없다.[4]

## 대한민국 육군의 주특기번호
- 2012년부터 병과에 따른 주특기번호가 개편되었다.
- 육군
  - 일반장교 3자리(끝자리가 0), 군의장교 4자리
  - 준위 및 부사관 3자리(일반장교 3자리에서 끝자리로 세분화).
    - 준위와 부사관 모두 공통의 주특기번호를 가지나, 각각 고유로 갖는 것도 있음.
    - 부사관 중 특전통신, 화기, 의무, 정작 특기의 경우 병의 경우와 마찬가지로 기본 3자리 끝에 추가 3자리를 덧붙인다.

  - 병 6자리
    - 준위 및 부사관의 특기 기본 3자리 끝에 추가 3자리를 덧붙인다.
    - 병 특수자격 중 외국어 자격(16개), 특수자격(39개), 전환복무자 및 카투사 전역자 특기도 개편되었다. 2012년도 예비군 실무편람 '군사특기 및 유사특기 범위' 560쪽 참조

- 별도로 징병(본인 지원에 따라 모병의 형식으로 선발)하는 병은 기술행정(의무)병, 개별모집병, 어학병, 카투사(2013년까지만 모집), 직계가족복무지원병, 동반입대병(일반), 동반입대병(다문화)이다.
  - 유급지원병의 특기는 "A121101"처럼 앞에 "A"가 붙는다.
  - 그 외 기술행정(의무)병은 243가지, 개별모집병은 39가지, 어학병은 8가지의 주특기번호를 가진다.
  - 카투사, 직계가족복무지원병은 1가지의 단일한 주특기번호를 가진다.
  - 동반입대병(일반), 동반입대병(다문화)은 주특기번호의 구분이 없다.

## 기본병과(1~3)나 특수병과(4)와는 별도로 존재
- 앞 알파벳 D는 직계가족복무부대지원병, P는 카투사나 어학병, 개별모집병임을 나타낸다.

### 직계가족복무부대지원병 (1가지)
- D001 직계가족복무부대지원병

### 어학병(8가지)
- P0001600 영어어학병
- P0001601 프랑스어어학병
- P0001602 스페인어어학병
- P0001603 독일어어학병
- P0001604 일본어어학병
- P0001605 중국어어학병
- P0001606 러시아어어학병
- P0001610 아랍어어학병

### 카투사 (1가지)
- P000291 카투사

### 개별모집병 (39가지 중 1가지만 해당)
- P000299 육군모집사이버홍보병의 경우 개별모집병 39가지 주특기번호에 속하나, 유일하게 기본병과(1~3)나 특수병과(4)와 별개로 존재한다.
- 그 외 개별모집병중 38가지는 기술행정(의무)병 243가지와 마찬가지로 기본병과(1~3)와 특수병과 (4)에 속한다.

## 기본병과 (1~3)와 특수병과 (4).기술행정(의무)병209가지 주특기번호 포함

### 기본병과 (1~3)

#### 전투병과 (1)

##### 보병(11)
- 현재, 대한민국 국군의 보병 병과라도 기계화부대(기계화보병사단, 기갑여단 등)에 속한 장교와 부사관은 육군보병학교나 육군부사관학교가 아닌 육군기계화학교에서 병과 교육을 받으며, K-21가 나온 현재는 이들 기계화보병 특기를 기갑 병과로 통합하려는 계획이 추진중이다.

- 111: 일반보병
  - 111 101: 소총[6]
  - 111 102: M60 기관총, K3 기관총
  - 111 103: 60mm 박격포
  - 111 104: 90mm 무반동총
  - 111 106: 106mm 무반동총
  - 111 108: 81mm 박격포
  - 111 107: 4.2" 박격포
  - 111 110: 대전차유도탄
- 112: 특수전
  - 112 101: 특전폭파
  - 112 102: 특전통신
  - 112 103: 특전화기
  - 112 104: 낙하산 정비

##### 기갑(12)
- 121: 전차 승무원
  - 121 101: K1 전차 승무원 : 육군기계화학교 4주
  - 121 102: M48 전차 승무원 : 육군기계화학교 4주
- 122: 전차 정비
  - 122 101: K1 전차 정비 : 육군기계화학교 4주
  - 122 102: K1 전차 포탑 정비 : 육군기계화학교 3주
  - 122 103: M계열 전차 정비 (M47, M48 전차) : 육군기계화학교 4주
  - 122 104: M계열 포탑 정비 (M47, M48 전차) : 육군기계화학교 3주
  - 122 105: 전차 통신정비 : 육군기계화학교 2주
- 123: 장갑차
  - 123 101: 장갑차 승무 : 육군기계화학교 4주
  - 123 102: 장갑차 정비 : 육군기계화학교 4주
  - 123 103 : K-21 조종수/포수: 육군기계화학교 4주
  - 123 104 : K-21 정비: 육군기계화학교 4주

##### 포병(13)
- 131: 야전포병
  - 131 101: 105mm 견인포병
  - 131 102: 155mm 견인포병
  - 131 103: 155mm 자주포병
  - 131 104: 155mm 자주포 조종수: 육군포병학교 2주
  - 131 105: 견인포 화포 정비
  - 131 106: 155MM 자주포 화포/장갑 정비 : 육군포병학교 4주
  - 131 107: K9 자주포 조종수 : 육군포병학교 2주
  - 131 108: K9 자주포 화포/장갑 정비 : 육군포병학교 4주
- 132: 로켓포병
  - 132 101: 다련장 운용/정비
  - 132 102: 어네스트존 운용/정비
  - 132 103 <신설>: M/A 운용/정비
- 133: 포병 표적
  - 133 101: M/A 사격지휘 전산
  - 133 102: 야포 작전 정보
  - 133 103: 105mm 사격지휘
  - 133 104: 155mm 사격지휘
  - 133 105: 로켓포병 사격 지휘
  - 133 106: 음향
  - 133 107: 포병 측지
  - 133 108: 표적 탐지 레이다
  - 133 109: 자동 측지 운용/정비
- 134: 현무 운용
  - 134 101: 현무 발사대 운용/정비
  - 134 102: 현무 사격통제장비 운용/정비
- 135: 포병 기상
  - 135 101: 포병 기상

##### 방공(14)
- 141: 대공포 운용
  - 141 101: 발칸포 운용: 육군방공학교 4주
  - 141 102: 오리콘포 운용
  - 141 103: 비호 운용
  - 141 104: 방공작전통제
  - 141 105: 휴대용 미사일 운용/정비: 육군방공학교 4주 미스트랄 .신궁
  - 141 106: 천마 운용: 육군방공학교 4주
- 142
  - 142 101: 발칸포 정비
  - 142 102: 오리콘포 정비
  - 142 103: 비호 정비: 육군방공학교 4주
  - 142 104: 천마 정비: 육군방공학교 4주
- 143
  - 143 101: TPS-830K 저고도 탐지 레이다 운용/정비: 육군방공학교 3주

☆육군 수도방위사령부 (1방공여단)

##### 정보(15)
- 151: 인간정보
  - 151 101: 전투정보
  - 151 102: 심리전
  - 151 103: 특수정보
  - 151 104: 정찰
- 152: 신호정보
  - 152 101: 특수 통신 정보
  - 152 102: ES 운용
  - 152 103: EA 운용
  - 152 104: 땅굴 탐지: 육군정보학교 4주
- 153: 영상정보
  - 153 101: 영상정보
  - 153 102: 감시장비운용 (TOD 열감시장비): 육군정보학교 2주
- 154: 기무
  - 154 101: 보안
- 155
  - 155 101: 무인항공정찰기 운용

##### 공병(16)
- 161: 전투공병
  - 161 101: 야전 공병
  - 161 102: 지뢰 설치 제거
  - 161 103: 폭파: 육군공병학교 3주 2일
  - 161 104: 야전 건설
- 162: 시설공병
  - 162 101: 목공
  - 162 102: 측량: 육군공병학교 3주 2일
  - 162 103: 제도
  - 162 104: 소방 장비
  - 162 105: 배관 및 보일러: 육군공병학교 4주
  - 162 106: 전공 (전기 공사): 육군공병학교 4주 2일
  - 162 107: 환경시설관리: 육군공병학교 3주 2일
- 163: 공병장비 운용
  - 163 101: 전투장갑 도져 운전: 육군공병학교 5주
  - 163 102: 다목적 굴삭기 운전: 육군공병학교 5주
  - 163 103: 교량 전차 운전: 육군기계화학교 2주 후 육군공병학교 4주
  - 163 104: 도하 장비 운전: 육군공병학교 3주 2일
  - 163 105: 정수 장비 운용
  - 163 106: RBS 가설
  - 163 107: 공기 압축기 운전
  - 163 108: 크레인 운전
  - 163 109: 도져 운전: 육군공병학교 4주 2일
  - 163 113: 그레이다 운전: 육군공병학교 3주 2일
  - 163 114: 도로포장기 운전
  - 163 115: 페이로더 운전: 육군공병학교 4주 2일
  - 163 116: 굴삭기 운전
  - 163 117: 발전기 운용/정비
  - 163 118: 난방기/모터 운용
  - 163 119: 공병 장비 정비: 육군공병학교 5주

##### 정보통신(17)
- 171: 유무선
  - 171 101: 야전 통신 운용/정비
  - 171 102: 유선 시설 운용/정비: 육군정보통신학교 4주
  - 171 103: ATCIS 운용/정비: 육군정보통신학교 3주
  - 171 104: 기록통신 장비 운용/정비
  - 171 105: 통신 통제기 운용/정비: 육군정보통신학교 4주
  - 171 106: 교환시설 운용/정비
  - 171 107: 정보통신망 운용/정비: 육군정보통신학교 4주
  - 171 108: 무선 장비 운용/정비
  - 171 109: 무선 타자 운용/정비
  - 171 113: 중계기/반송기 운용/정비
- 172
  - 172 101: M/W 장비 운용/정비
- 173
  - 173 101: 암호 체계 관리
- 174
  - 174 101: 레이다 운용/정비
- 175
  - 175 101: 자동화체계 운용/정비
  - 175 262: 자동화체계 운용/정비(SW관리병)

##### 항공(18)
- 181: 항공 운항/관제
  - 181 101: 항공 운항/관제
- 182: 헬기 정비
  - 182 101: 소형 공격 헬기 정비
  - 182 102: 중형 공격 헬기 정비
  - 182 103: 소형 기동 헬기 정비
  - 182 104: 헬기 장착부 장정 정비
  - 182 105: 중형 기동 헬기 정비
  - 182 106: 대형 기동 헬기 정비
  - 182 107: 헬기 기체 수리
  - 182 108: 헬기 기관 수리
  - 182 109: 헬기 계기 수리
  - 182 113: 헬기 무장 장착 수리
  - 182 114: 항공 통신 전자 수리

#### 기술병과 (2)

##### 화생방(21)
- 211: 화생방 작전
  - 211 101: 화생방
  - 211 102: 화생방 작전통제
  - 211 103: 연막
  - 211 104: 화학 제독
  - 211 105: 화학 탐측

##### 병기(22)
- 221: 대공포 수리
  - 221 101: 발칸포 수리
  - 221 102: 로켓무기 수리
  - 221 103: 대전차 유도 무기 수리
- 222
  - 222 101: 총기 수리
  - 222 102: 화포 수리
  - 222 103: 광학 기재 수리
  - 222 104: 감시장비 수리
  - 222 105: K1 전차 수리
  - 222 106: K1 전차 사격 기재 수리
  - 222 107: M계열 전차 수리 (M47, M48 전차)
  - 222 108: M계열 전차 사격기재 수리
  - 222 109: 자주포 수리
  - 222 113: K-9 자주포 수리
  - 222 114: 장갑차 수리
- 223
  - 223 101: 유선장비 수리
  - 223 102: 기록통신장비 수리
  - 223 103: 무선장비 수리
  - 223 104: 중계/반송기 수리
  - 223 105: BTCS 수리
  - 223 106: 레이다 수리
  - 223 107: 전자전 장비 수리
  - 223 108: 시청각 장비 수리
  - 223 109: 보안 장비 수리
  - 223 113: 자동화 장비 수리
- 224
  - 224 101: 차량 수리
  - 224 102: 공병 장비 수리
  - 224 103: 발전기 장비 수리
  - 224 104: 용접 및 기계 공작
  - 224 105: 병참 장비 수리
  - 224 106: 화학 장비 수리
  - 224 107: 의무 장비 수리
- 225
  - 225 101: 탄약 관리
  - 225 102: 탄약 검사 및 정비
  - 225 103: 탄약 처리

- 226
  - 226 101: 장비수리부속공구보급병
  - 226 451: 장비수리부속공구관리(부사관)

##### 병참(23)
- 231: 
  - 231 101: 편성부대보급
  - 231 102: 영현 등록
  - 231 103: 일반
  - 231 104: 의무 보급
  - 231 105: 공구 보급
  - 231 106: 유류 관리
  - 231 107: 조리
  - 231 108: 일반물자 재고기록
  - 231 109: 직물/천막 수리
  - 231 113: 군화 수리
  - 231 114: 사무용기계 수리
  - 231 115: 세탁
- 232
  - 232 101: 장비 보급
  - 232 102: 수리부속 보급

##### 수송 (24)
- 241: 차량 운용
  - 241 101: 소형 차량 운전: 야전수송교육단 2주
  - 241 102: 중형 차량 운전: 야전수송교육단 4주
  - 241 103: 대형 차량 운전: 야전수송교육단 5주
  - 241 104: 특수 차량 운전
  - 241 105: 물자 취급 장비 운전
  - 241 106: 경 장갑차 운전
  - 241 107: 차량 정비
  - 241 108: K-53 계열 차량 운전
  - 241 109: 구난 차량 운전
  - 241 113: 크레인 차량 운전
- 242: 이동관리
  - 242 101: 수송 이동관리
- 243
  - 243 101: 항만 운용
  - 243 102: 선박 운용
  - 243 103: 화물 검수

#### 행정병과 (3)

##### 인사 (31)
- 311: 일반 행정
  - 311 101: 일반행정
  - 311 102: 인쇄
- 312: 군악
  - 312 101: 군악병(목관악기)
  - 312 102: 군악병(금관악기)
  - 312 103: 군악병(타악기/실용)
  - 312 104: 군악병(현악기/기타)
  - 312 105: 군악병(국악)

##### 군사경찰 (32)
- 321: 군사경찰
  - 321 101: 근무 군사경찰
  - 321 102: 특수임무병 군사경찰
  - 321 103: MC승무 군사경찰
- 322: 수사
  - 322 101: 수사 군사경찰

##### 재정 (33)
- 331: 재정
  - 331 101: 재정 행정

##### 정훈 (34)
- 341: 정훈
  - 341 101: 정훈 행정
  - 341 102: 시청각장비 운용
  - 341 103: 사진 운용/정비

#### 특수병과 (4)

##### 의무(41)
- 411: 의무
  - 411 101: 일반 의무
  - 411 102: 치무
  - 411 103: 수의
  - 411 104: 임상병리
  - 411 105: 방사선 촬영
  - 411 106: 약제

##### 법무(46)
- 461: 법무
  - 461 101: 법무 행정

##### 군종(47)
- 471: 군종
  - 471 101: 군종 행정

## 같이 보기
- 군인 계급
- 대한민국 국군, 대한민국 국방부
- 대한민국 육군, 대한민국 해군, 대한민국 해병대
- 유급지원병, 군무원
- 현역, 보충역
- 병무청, 한국산업인력공단